# Manuel María de Peralta y Alfaro
Manuel María de Peralta y Alfaro, Marqués de Peralta (Cartago, 4 de julio de 1847-París, 1 de agosto de 1930) fue un diplomático e historiador costarricense y segundo y último marqués de Peralta.
Fue declarado como Benemérito de la Patria en 1927.

## Datos personales

### Primeros años
Nació en Taras, provincia de Cartago, Costa Rica, el 4 de julio de 1847, hijo de Bernardino de Peralta y Alvarado y Ana de Jesús Alfaro Lobo. Sería el mayor de dos hermanos. Era nieto paterno de José María de Peralta y La Vega, presidente de la Junta Gubernativa de Costa Rica en 1822, firmante del Acta de la Independencia y también Benemérito de la Patria, y en consecuencia descendiente directo de Mossén Pierres de Peralta, también conocido como Pedro de Peralta y Ezpeleta, y de Alfonso Carrillo de Acuña quien fue arzobispo de Toledo, ambos personajes míticos y emblemáticos en la España de los Reyes Católicos.
Debido a su origen humilde y a la ausencia de apoyo por parte de su padre, Manuel María se vería en la necesidad de trabajar desde muy temprana edad. Sus primeros trabajos serían en actividades agrícolas.

### Estudios
Iniciaría sus estudios en la escuela de doña María Práxedes de Alvarado y Carazo, y continuaría sus estudios en el Colegio de Humanidades de Jesús graduándose de bachiller en Filosofía.
Cursaría sus estudios universitarios en la Universidad de Santo Tomás, donde adquiriría el título de Bachiller en Humanidades y también cursaría la carrera de Derecho, aunque no la culminaría. En realidad, no se encontraba interesado por el Derecho y se veía atraído por la carrera de medicina, pero esta no se impartía en el país y no podía costearse la posibilidad de ir a estudiarla al extranjero.
En París estudiaría en el Colegio de Francia, donde asistiría a una diversidad de conferencias impartidas por destacados expositores como: Filosofía de la Moral impartida por el profesor Adolphe Frank, Legislación Comparada con el profesor Labulazca, Literatura Inglesa con el profesor Philarte Chasles, Literatura Francesa de la Edad Media con los profesores Paulin Paris y Gastón Paris, Literatura Francesa Moderna con el profesor Guillaume Guizot y Literatura Latina con el profesor Gastón Brissie.
En Europa también cursó estudios de Derecho Internacional y otras disciplinas. Adquirió además el dominio de los idiomas francés, inglés, alemán, italiano, portugués, griego y latín.

### Llegada al viejo continente
El domingo 26 de abril de 1868, Peralta llegaría por primera vez a la ciudad de París. Para financiar este viaje, Manuel María acudiría a su tío Francisco Peralta y realizaría el sacrificio de vender la integridad de su biblioteca personal.
A la hora de su llegada se hospedaría en el hotel “Luisa de Noel”, donde conocería a un joven de apellido Scherbakonif, quien sería su guía y su compañero durante sus primeros días de estancia parisina. Durante los siguientes días conocería los principales centros turísticos de la ciudad.
Aún con sus dificultades económicas, intentaría socorrer a aquellos menos afortunados que él. No obstante, su situación se fue empeorando con el pasar de los días, al no concretar un empleo, lo que causaría que pasara importantes periodos de tiempo sin probar bocado. Ante esta problemática, solicitaría en múltiples ocasiones ayuda a su padre, quien prometería auxiliarlo económicamente todas las veces, pero nunca mantendría su palabra.
Finalmente, sería socorrido por el entonces cónsul general de Costa Rica en Francia, Gabriel Lafond; a quién años más tarde Manuel María Gutiérrez le dedicaría la música del Himno Nacional de Costa Rica; quién le brindaría algo de dinero. Asimismo, prontamente; en 1868; sería contratado por el colegio privado dirigido por Monsieur de la Goublaye de Menorval, en el N.º 14 Rue Bautrelles Fanbourg Saint Antoine, bajo recomendación del cónsul. Gracias a la pequeña estabilidad económica a la que tuvo acceso, afianzaría su destreza en francés y como escritor.
En efecto, sería por estas fechas que realizaría la primera publicación de un poema suyo en la revista “El Correo de Ultramar", producida en París y distribuida a través del continente americano.

### De París a Bruselas
En busca de un mejor panorama económico decidiría trasladarse a la capital de Bélgica. Ahí, continuaría trabajando como escritor y recibiría ayuda de algunos familiares. Poco después se convertiría en agente de emigración de Costa Rica, trabajo con el cual financiaría distintos estudios universitarios así como de idioma. En el marco de sus estudios y trabajo publicaría su primera obra en 1871, titulada “Memoria Geográfica sobre la República de Costa Rica” y escrita en francés, libro que fue presentado a la Sociedad Geográfica de Ginebra y que le valdría que su membresía a la organización fuera aprobada de forma unánime por el consejo de la misma. Asimismo, este ordenaría la traducción del libro al español, inglés y alemán.
Por estas fechas Peralta se convertiría en un importante colaborador de publicaciones destacadas, como lo son: “Le Globe de Géneve” (publicación oficial de la Sociedad Geográfica), “La ilustración de Madrid” y “La Revista Europea de Florencia”.

### Inicios diplomáticos
En 1871, durante el gobierno de Tomás Guardia Gutiérrez, Peralta accedería a su primer puesto diplomático, siendo nombrado como Primer Secretario de la Legación de Costa Rica en Francia y Gran Bretaña, bajo la dirección de Carlos Gutiérrez Lozano; quien era el ministro Plenipotenciario de la Legación. No obstante, durante sus primeros años pasaría a un segundo plano ya que Gutiérrez Lizano desconfiaba de su habilidad y delegó la mayoría de gestiones importantes a Jules Chirion, quien no estaba oficialmente designado por Costa Rica.
Tres años más tarde, a inicios de 1874 sería nombrado como Encargado de Negocios de Costa Rica en Londres por el Gobierno de Costa Rica, sustituyendo a su anterior jefe, con solo 27 años. Sin embargo, sus labores se verían retrasadas ya que Gutiérrez Lozano se negaría por varios meses a entregar las cartas de retiro oficial ante el gobierno británico, impidiendo así que Manuel María pudiera entregar sus cartas credenciales, y con ello de ser reconocido oficialmente como representante del país ante Gran Bretaña. Finalmente esta situación se vería resuelta gracias a la intervención de la cancillería costarricense y a las presiones del joven diplomático, logrando presentar sus cartas credenciales a finales del año 1874.
Durante esta labor, tuvo que enfrentar en 1875 el escándalo provocado por las declaraciones del cónsul británico en Costa Rica, Edward R. Meugens, quien a través de un informe se referiría a los altos cargos del gobierno costarricense con términos inmensamente agravantes. En virtud de estos comentarios, el Gobierno de Costa Rica desconocería al cónsul y a su vez Gran Bretaña se negaría a nombrar un reemplazo. Asimismo el nuevo Encargado de Negocios solicitaría una reparación de ofensas ante el primer ministro de Gran Bretaña de la época, Edward Smith-Stanley; conocido como Lord Derby; ya que argumentaba que si bien Costa Rica era una pequeña y joven nación, nunca habría faltado al respeto o la cortesía ante sus socios internacionales.
Empero, en este mismo año sería nombrado como ministro residente en Bélgica y, posteriormente, ministro residente ante el Gobierno de los Estados Unidos, por lo que no se encargaría del seguimiento a este reclamo.

### Matrimonio
Casó en 1884 con la condesa belga Jehanne de Clérembault de Soer (1845-1919), marquesa viuda de Gontaut-Biron, y prima de Fernando de Lesseps.

### Legado
El Instituto Diplomático del Ministerio de Relaciones Exteriores de Costa Rica lleva su nombre.

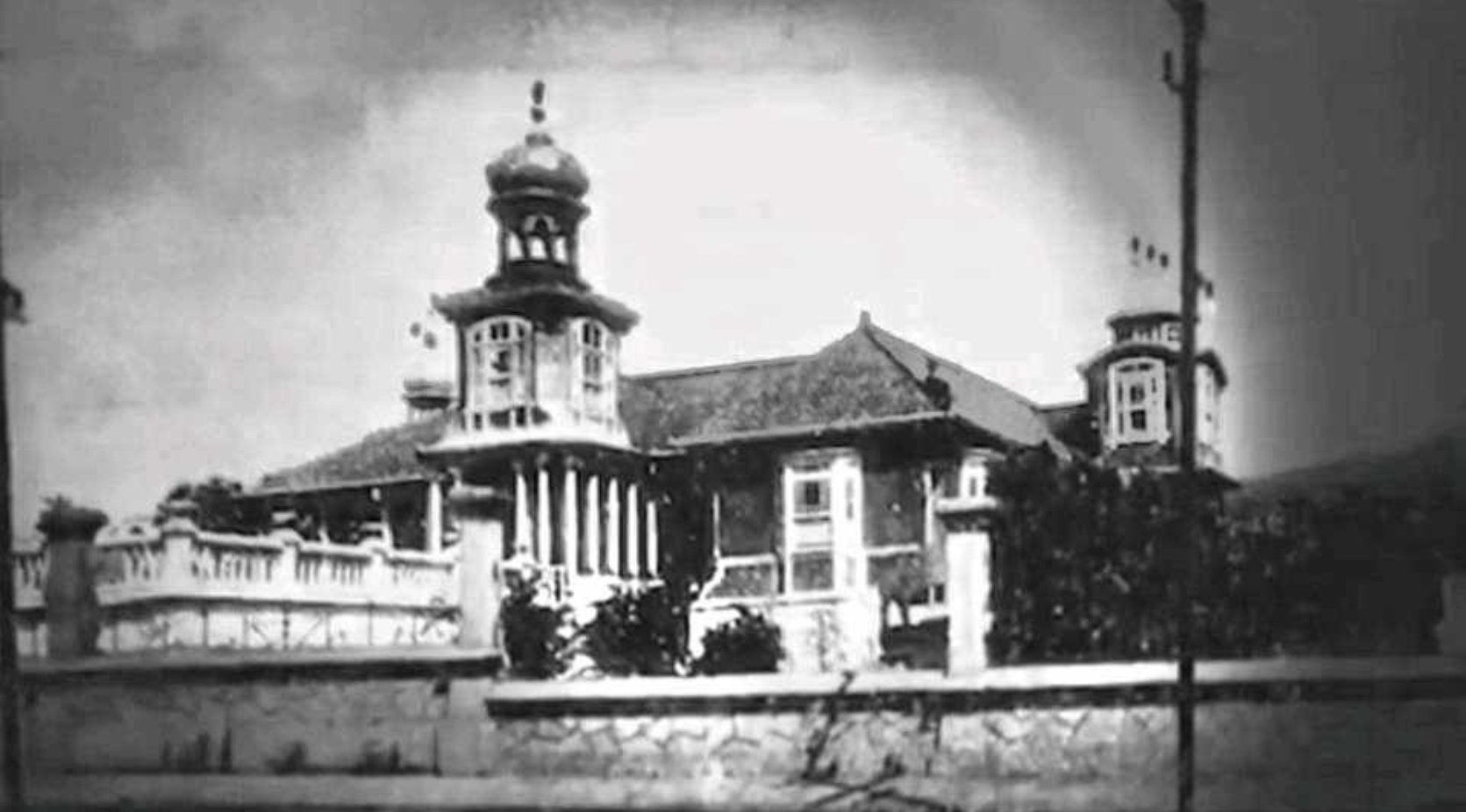
Casa del marqués de Peralta

## Carrera diplomática
Fue agente de inmigración de Costa Rica en Ginebra (Suiza). Ingresó al servicio diplomático costarricense en noviembre de 1871, como secretario de la Legación de Costa Rica en Francia. Fue ministro residente de Costa Rica en los Estados Unidos de América (1875-1885) y ministro Plenipotenciario de Costa Rica en Alemania (1887-1918), Bélgica (1880-1883 y 1887-1930), Francia (1879-1883 y 1887-1930), España (1880-1883 y 1887-1930), los Estados Unidos de América (1885-1887), la Gran Bretaña (1887-1898), los Países Bajos (1910-1930) y la Santa Sede (1902-1930), y delegado de Costa Rica en la Sociedad de Naciones (1921-1927). También fue agente financiero de Costa Rica en la Gran Bretaña y ministro Plenipotenciario de El Salvador en los Estados Unidos de América en 1886.
|                                                                                      |
| Retrato de Manuel María de Peralta publicado en la Ilustración Española y Americana. |

|                                                           |
| Manuel María de Peralta con Anastasio Alfaro y su esposa. |

El Canal de Nicaragua
Al momento de la llegada de Manuel María a Washington D. C., en 1876, durante el gobierno de Ulysses S. Grant, las relaciones entre Costa Rica y su vecino del norte mantenían crecientes tensiones. Estas tensiones se verían producidas en virtud de que lo establecido en el Tratado Cañas-Jerez afectaba los intereses de Nicaragua para desarrollar un canal interoceánico a través del río San Juan, que divide ambos países. En un primer momento, el Gobierno de Costa Rica aceptaría el plan presentado por Nicaragua, pero finalmente el congreso nicaragüenses lo reprobaría, obligando a una renegociación del acuerdo. No obstante, al momento de la llegada al poder de Tomás Guardia Gutiérrez, este se negó a cualquier posibilidad de desarrollar el proyecto sin que se reconocieran plenamente los derechos del país. Por esta razón, Nicaragua comenzaría a tomar acciones en busca de invalidar el Tratado Cañas-Jerez, situación que empujaría a múltiples rompimientos de relaciones y casi provocaría una guerra.
Seguido a esto, Estados Unidos se interesaría en la construcción del canal y lograría que los países europeos acabaran con los planes privados para la construcción del susodicho, en pro de los intereses estadounidenses. Fue entonces cuando el 4 de abril de 1876 el novel diplomático recibiría un memorado de parte del Secretario de Estado de Estados Unidos, mismo que sentaba las bases para un tratado entre Costa Rica y los Estados Unidos, reconociendo plenamente los derechos costarricenses, aunque estableciendo ciertas obligaciones importantes para la nación centroamericana.
Aun así Peralta notaría serias contradicciones entre el memorando que le fuere entregado y el borrador del tratado que Estados Unidos pretendía firmar con Nicaragua. Ante estas contradicciones Hamilton Fish, Secretario de Estado, argumentaría que su gobierno había planeado construir el canal en cuestión únicamente en terreno nicaragüense. Pero, Peralta, siendo ávido conocedor de la geografía costarricense explicaría y convencería a Fish de que los planes estudiados tocaban terreno costarricense, dando pie a la redacción final del tratado en cuestión.
Estas intenciones se verían pausadas en 1876, cuando el Secretario de Estado reclamaría a Manuel María respecto a la solicitud de retiro por parte del Gobierno de Costa Rica, tres años antes, del ministro en Centroamérica de los Estados Unidos, George Willianson, debido a sus declaraciones en su reunión de entrega de credenciales ante el presidente de Nicaragua. Por esta razón, Peralta intentaría infructuosamente de explicarle que tal situación se vio remediada al aceptarse los credenciales del supra, quedando implícitamente sin efecto las disposiciones de la nota que produciría el conflicto. En añadidura, a mediados del año, a la llegada de un nuevo gobierno en Costa Rica, se nombraría a Vicente Herrera Zeledón, que en su tiempo emitiera la solicitud de retiro del ministro Willianson. Acción que desataría la furia del gobierno estadounidense y que provocaría un rompimiento oficial de las negociaciones entre ambas naciones.
Otras Actividades
Le correspondió defender los derechos territoriales de Costa Rica en el litigio arbitral con Colombia, primero ante la Corona de España y después ante los presidentes de Francia Félix Faure y Émile Loubet.
Recibió altas distinciones de muchos países, entre ellas la Legión de Honor de Francia. El 4 de julio de 1997, al cumplirse el sesquicentenario de su nacimiento, el Gobierno de Costa Rica le otorgó en forma póstuma el rango de embajador emérito.

## Actividades como historiador y académico

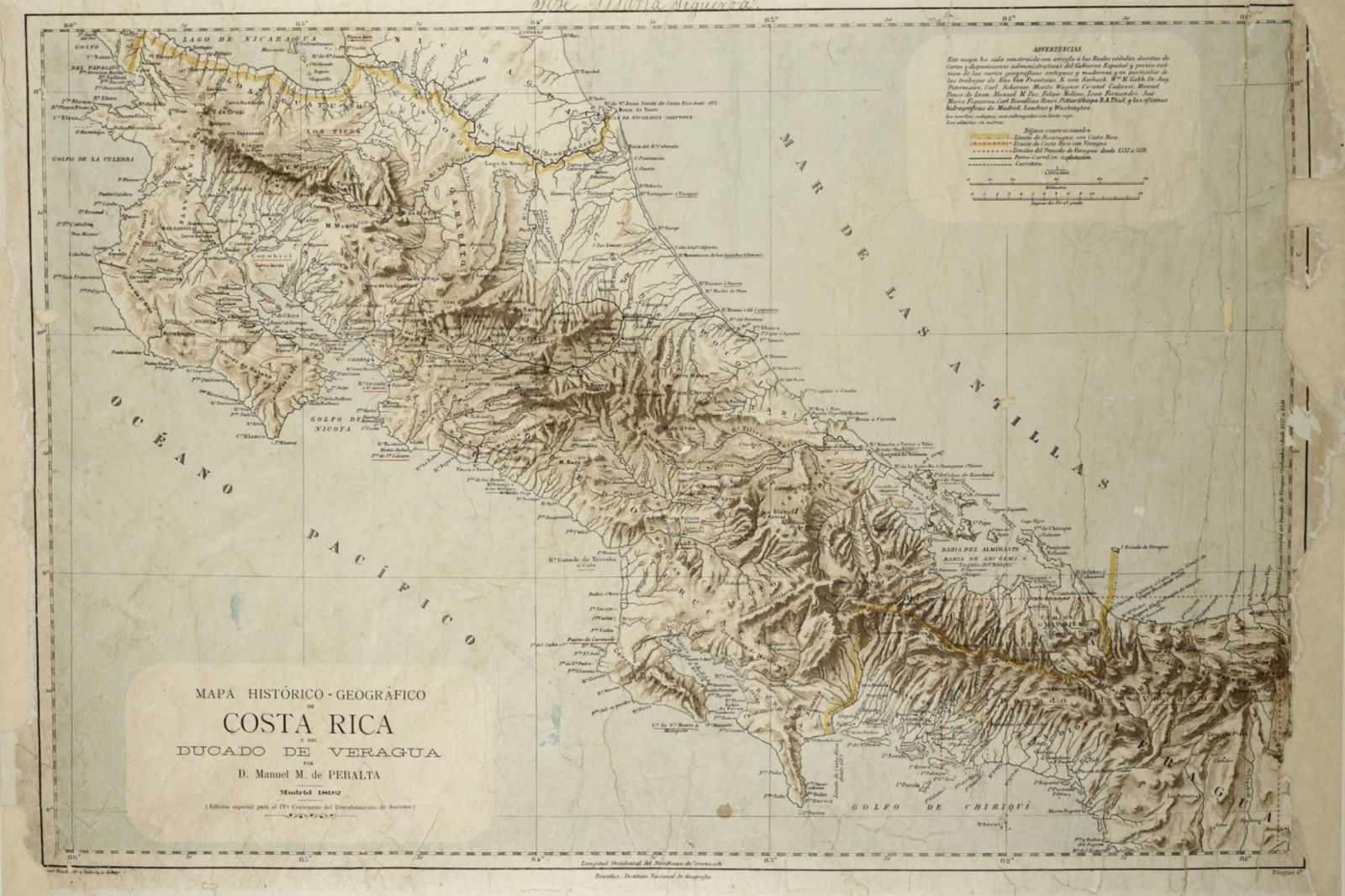
Mapa de Costa Rica y el Ducado de Veragua realizado por el marqués.

Escribió varias obras históricas de importancia y publicó ricas colecciones documentales. Entre sus principales obras cabe mencionar La República de Costa Rica; Costa Rica, Nicaragua y Panamá en el siglo XVI; Costa Rica y Colombia de 1573 a 1581, su jurisdicción y sus límites territoriales; El Canal Interoceánico de Nicaragua y Costa Rica en 1620 y 1887; Límites de Costa Rica y Colombia; Historia de la jurisdicción territorial de la República de Costa Rica; Costa Rica y la Costa de Mosquitos; Atlas histórico de la República de Costa Rica, Veragua y Costa de Mosquitos, Jurisdicción territorial de la República de Costa Rica, El General Morazán y varios poemas y ensayos. Perteneció a numerosas academias y sociedades de estudios y tuvo estrecha amistad con distinguidos literatos e intelectuales, entre ellos Juan Montalvo, Emilia Pardo Bazán y Rubén Darío.
Sería también miembro concurrente de la Real Academia Española, la Real Academia Española de la Historia, la Real Academia Hispano Americana de Ciencias, Artes y Letras Real Academia Sevillana de Buenas Letras, entre otras.

## Marquesado de Peralta

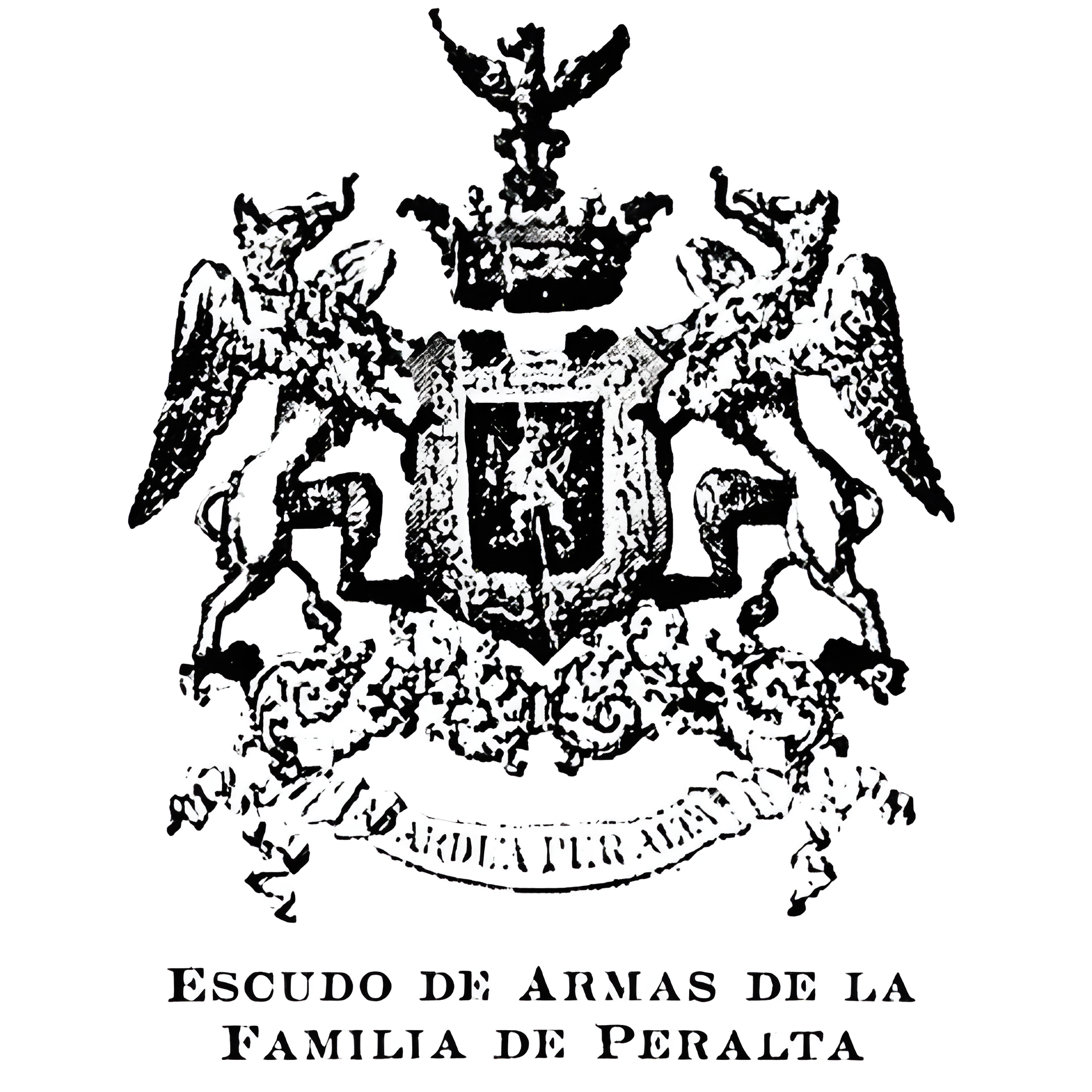
Escudo de armas de la familia De Peralta

En 1883 gestionó y obtuvo la rehabilitación en su favor del Marquesado de Peralta, título del Sacro Imperio Romano concedido en 1738 por el emperador Carlos VI a su tío tatarabuelo Juan Tomás de Peralta y Franco de Medina. En un primer momento, realizaría la solicitud ante la Corona española, en ese entonces representada por el Rey Alfonso XIII, no obstante al ser este título un título imperial Romano y al estar este imperio extinto, se le dirigió a la Santa Sede; como legítima sucesora del Sacro Imperio Romano. Y finalmente, mediante bula del 29 de noviembre de 1883, emitida por el Papa León XIII, se restableció el Marquesado de Peralta; ya no como título imperial, pero como título pontificio.
Fue el segundo y último titular de esa dignidad nobiliaria.
Durante estas gestiones, en busca de facilitar el proceso y de apaciguar la reticencia de la Corona española para la rehabilitación del título como título español, se le recomendaría al marqués de optar por la nacionalidad española a la cual tenía derecho por su abuelo. No obstante, rechazaría esta posibilidad acuñando una de sus frases más célebres.

"Mi título más querido es la nacionalidad costarricense"
Manuel María de Peralta y Alfaro

## Homenajes y Honores
Honores y Condecoraciones
- Marquesado de Peralta.
- Benemérito de la Patria por el Congreso de Costa Rica en 1919 y en 1927.[4][5]
- Orden de Leopoldo y la Orden de la Corona de Bélgica[6]
- Comendador de las reales órdenes de Isabel la Católica y Carlos III, y Gran Cruz del Mérito Militar de España.de España.[7][8][9]
- Oficial de la Legión de Honor de Francia.[6]
- Orden de Malta[7]
- Orden de Cristo de Portugal.[7]
- Gran Cruz Orden del Santo Sepulcro de Jerusalén y Orden de San Gregorio Magno del Vaticano[6]

Homenajes

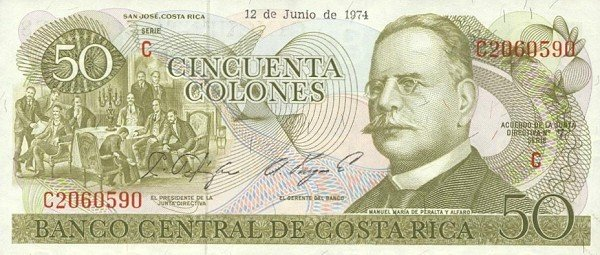
Billete de 50 colones, 1968.

La Academia Diplomática Nacional lleva su nombre.
Fue protagonista del billete de 50 colones serie C.
Premio "Manuel María de Peralta"

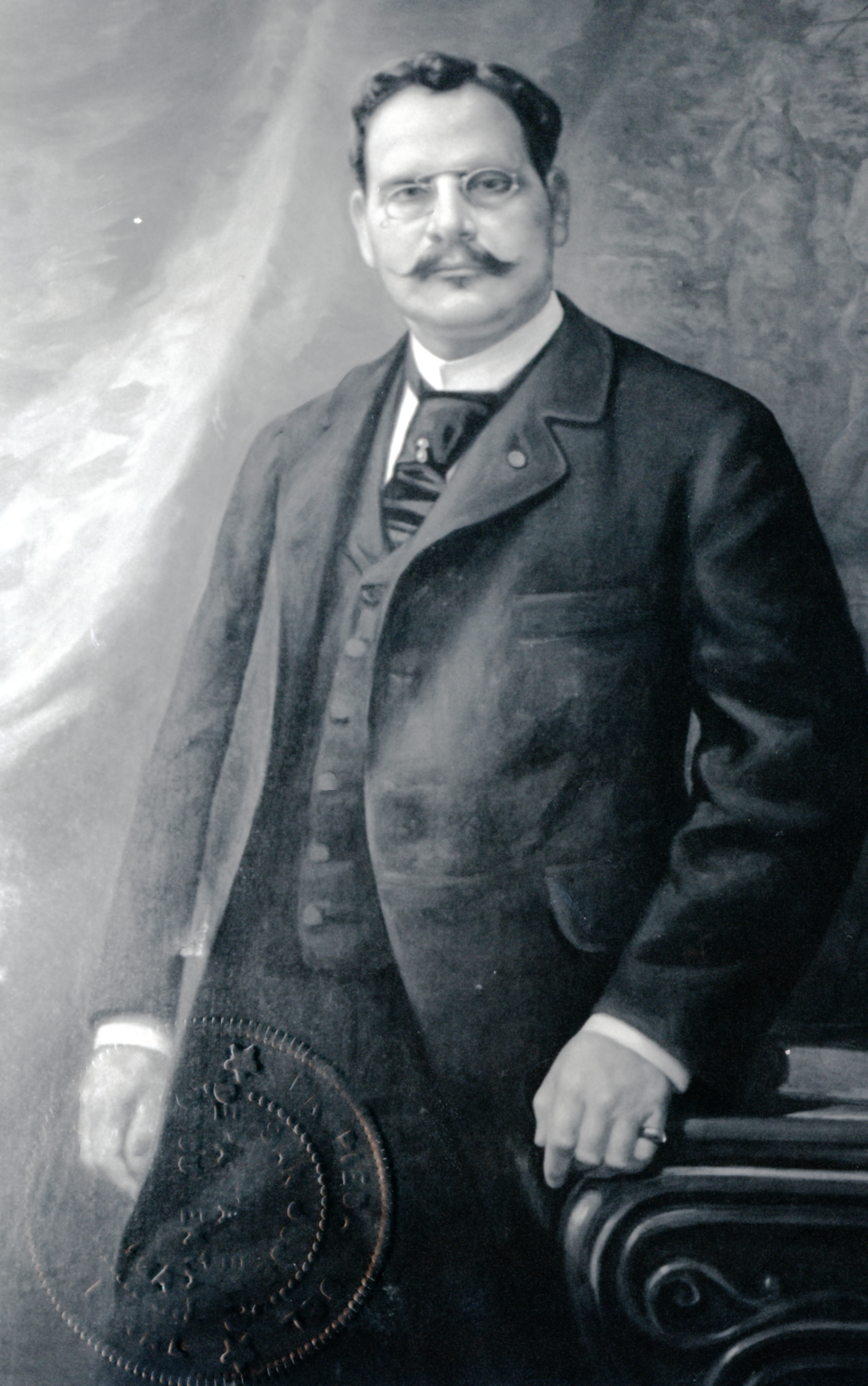
Cuadro de Manuel María de Peralta expuesto en el Ministerio de Relaciones Exteriores y Culto.

Cuadro del marqués expuesto en el Ministerio de Relaciones Exteriores y Culto (Costa Rica).
El Premio “Manuel María de Peralta” es un reconocimiento que otorga la Asociación Costarricense de Derecho Internacional (ACODI) anualmente a un distinguido costarricense por sus aportes al Derecho Internacional, a la Política Internacional y a la Diplomacia.
Dicho Premio ha sido otorgado hasta el momento, en sus quince ediciones a las siguientes personalidades: Fernando Volio Jiménez, Fabio Fournier Jiménez, Carlos José Gutiérrez Gutiérrez, Elizabeth Odio Benito, Sonia Picado Sotela, Rodolfo Piza Escalante, Rodrigo Madrigal Nieto, Gonzalo J. Facio Segreda, Óscar Arias Sánchez, José Luis Molina Quesada, Manuel Ventura Robles, Bernd H. Niehaus Quesada, Edgar Ugalde Álvarez, Rodrigo Oreamuno Blanco y Alvar Antillón Salazar.
Dicho Premio lleva ese nombre en referencia a Manuel María de Peralta y Alfaro y al Instituto del Servicio Exterior “Manuel María de Peralta” del Ministerio de Relaciones Exteriores y Culto de Costa Rica.

## Lista de sus obras

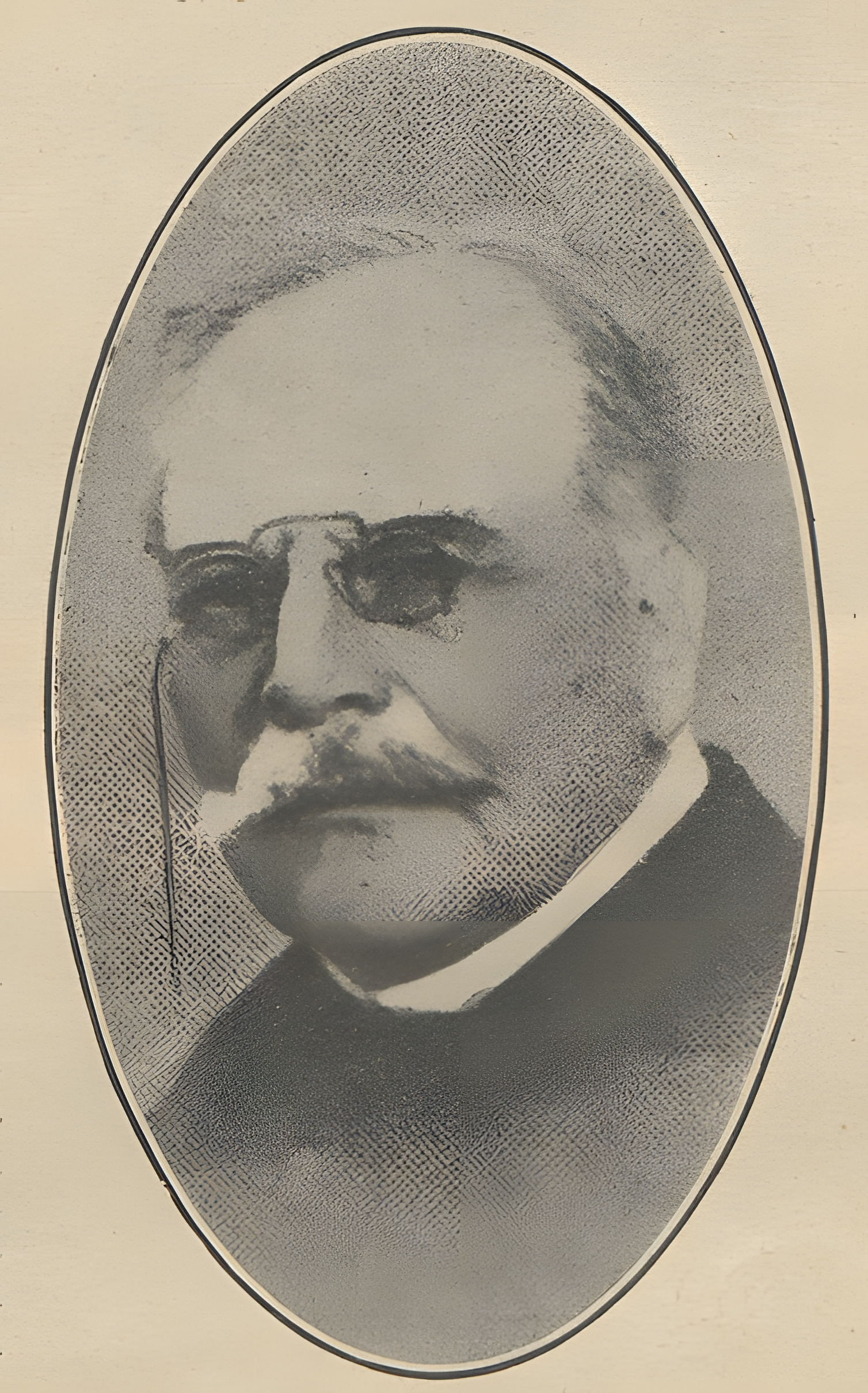
Manuel María de Peralta en su vejez.

A lo largo de su vida, De Peralta escribiría una diversidad de libros, muy especialmente ligados a la geografía de Costa Rica:
- 1880: Histoire généalogique de l'ancienne et illustre Maison de Peralta, selon les historiens et les généalogistes et d'après les documents des archives de la Couronne d'Aragon, etc.[13] PDF
- 1882: El río de San Juan de Nicaragua derechos de sus ribereños, las repúblicas de Costa Rica y Nicaragua, según los documentos históricos.[13] PDF
- 1883: Costa Rica, Nicaragua y Panamá, en el siglo XVI su historia y sus límites según los documentos del Archivo de Indias de Sevilla, del de Simancas, etc.[13] PDF
- 1886: Costa-Rica y Colombia de 1573 a 1881 su jurisdicción y sus límites territoriales según los documentos inéditos del Archivo de Indias de Sevilla y otras autoridades.[13] PDF
- 1887: El canal interoceánico de Nicaragua y Costa Rica en 1620 y en 1887[13] PDF
- 1890: Límites de Costa-Rica y Colombia nuevos documentos para la historia de su jurisdicción territorial, con notas, comentarios y un examen de la cartografía de Costa-Rica y Veragua.[13] PDF
- 1892: Catálogo razonado de los objetos arqueológicos de la República de Costa Rica en la Exposición Histórico-Americana de Madrid.[13]
- 1893: Apuntes para un libro sobre los aborígenes de Costa Rica.[13] PDF
- 1898: Costa Rica y Costa de Mosquitos documentos para la historia de la jurisdicción territorial de Costa Rica y Colombia.[13] PDF
- 1898: Exposé des droits territoriaux de la République de Costa-Rica soumis a S.E.M. le président de la République Française arbitre de la question des limites entre Costa-Rica et Colombia.[13] PDF
- 1899: Juridiction territoriale de la République de Costa-Rica réplique a l'exposé de la République de Colombia soumis a S.E.M. le Président de la République Française, arbitre de la question de limites entre Costa-Rica et Colombia.[13] PDF

## Ancestros hasta los tatarabuelos

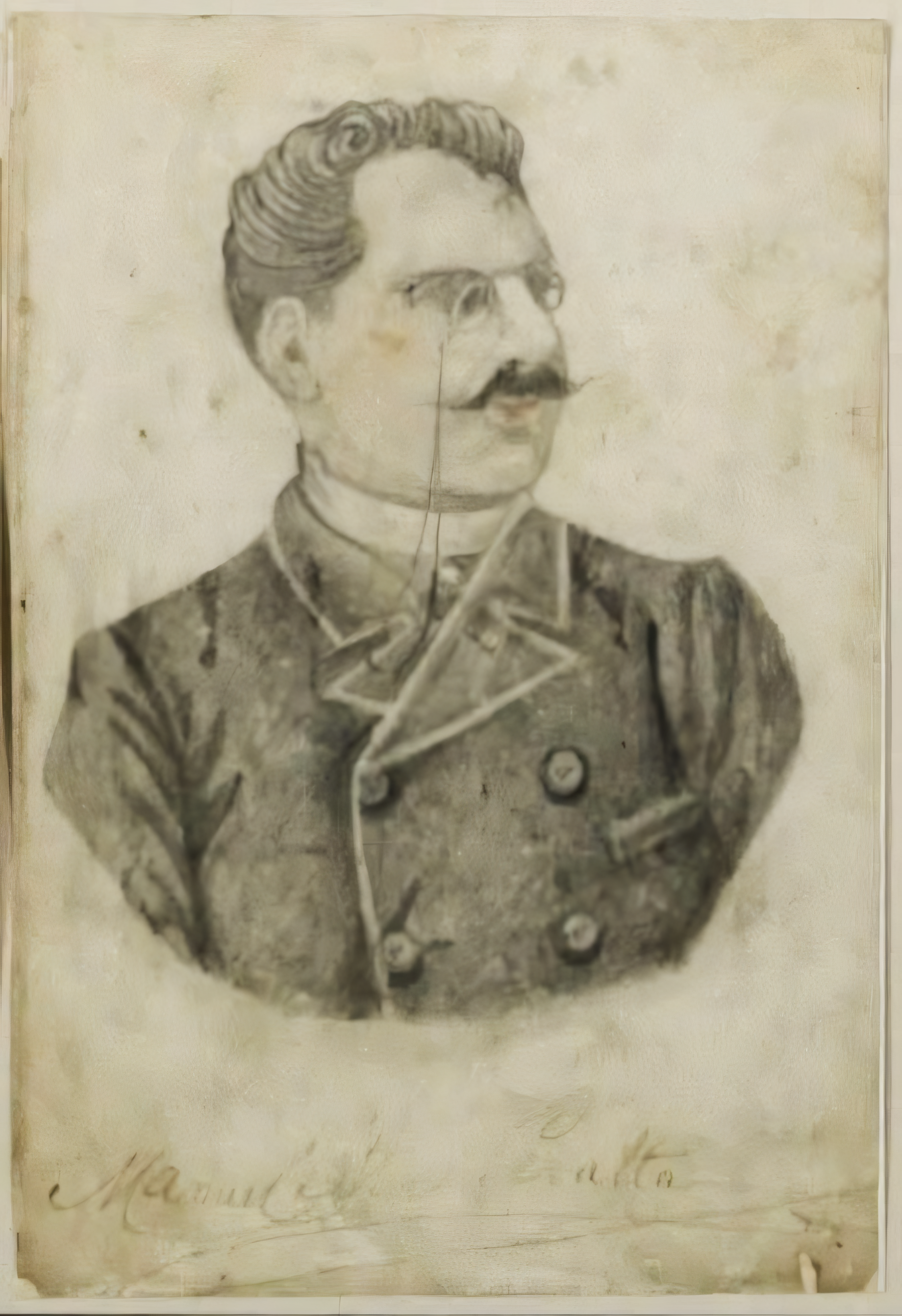
Dibujo de Manuel María de Peralta

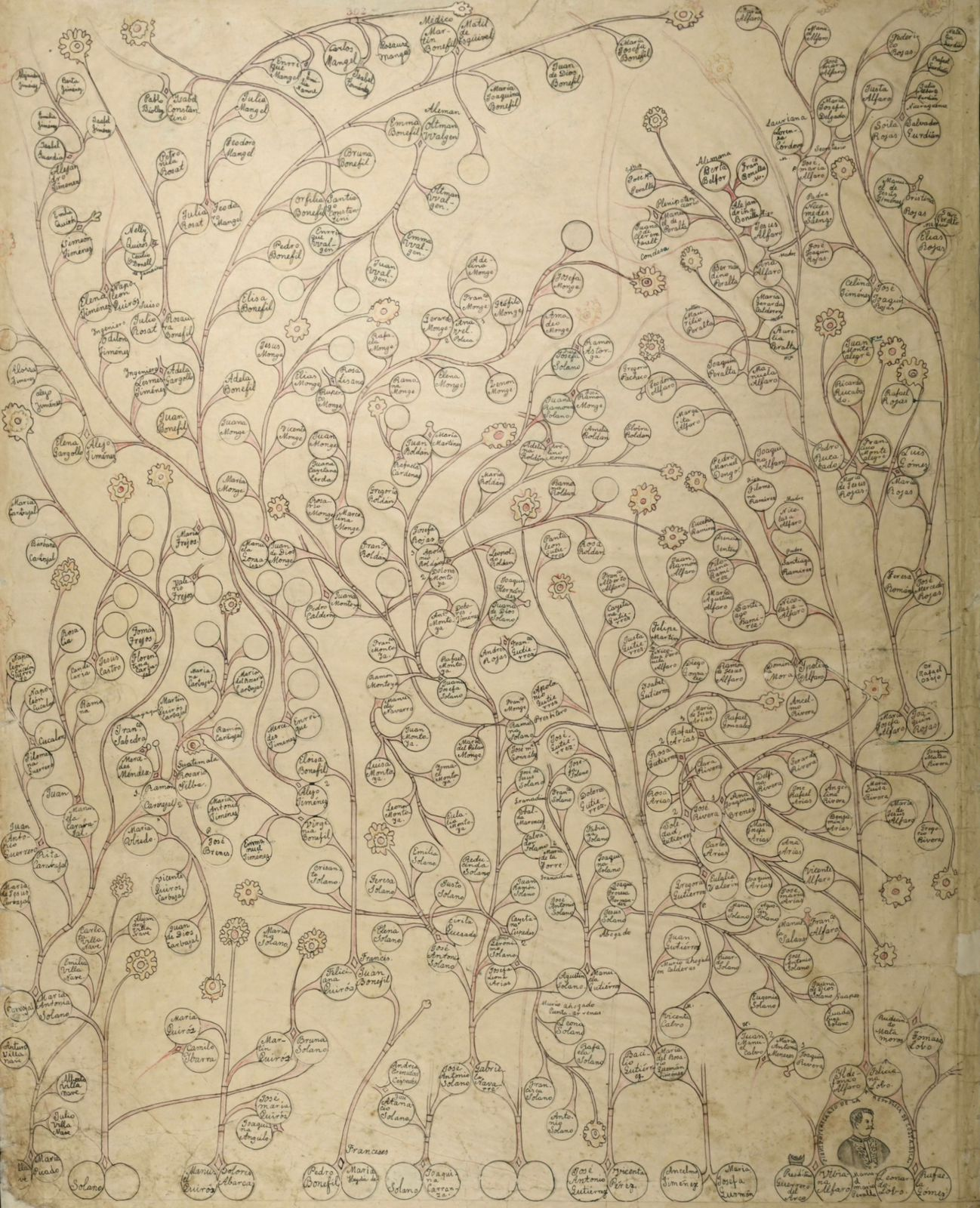
Árbol Genealógico Manuel María de Peralta

|  |                                                       |  |  |  |  |  |  |  |  |  |  |  |  |  |  |  |
|  | 16.Esteban de Peralta Domínguez (1703-1763)           |  |  |  |  |  |  |  |  |  |  |  |  |  |  |  |
|  |                                                       |  |  |  |  |  |  |  |  |  |  |  |  |  |  |  |
|  |                                                       |  |  |  |  |  |  |  |  |  |  |  |  |  |  |  |
|  | 8.Joseph Sebastián de Peralta de Barrios (1735-1800)  |  |  |  |  |  |  |  |  |  |  |  |  |  |  |  |
|  |                                                       |  |  |  |  |  |  |  |  |  |  |  |  |  |  |  |
|  |                                                       |  |  |  |  |  |  |  |  |  |  |  |  |  |  |  |
|  | 17.Agueda María de Barrios de Logroño (1711-)         |  |  |  |  |  |  |  |  |  |  |  |  |  |  |  |
|  |                                                       |  |  |  |  |  |  |  |  |  |  |  |  |  |  |  |
|  |                                                       |  |  |  |  |  |  |  |  |  |  |  |  |  |  |  |
|  | 4.José María de Peralta y la Vega (1763-1836)         |  |  |  |  |  |  |  |  |  |  |  |  |  |  |  |
|  |                                                       |  |  |  |  |  |  |  |  |  |  |  |  |  |  |  |
|  |                                                       |  |  |  |  |  |  |  |  |  |  |  |  |  |  |  |
|  | 18.Cristóbal de la Vega (1695-)                       |  |  |  |  |  |  |  |  |  |  |  |  |  |  |  |
|  |                                                       |  |  |  |  |  |  |  |  |  |  |  |  |  |  |  |
|  |                                                       |  |  |  |  |  |  |  |  |  |  |  |  |  |  |  |
|  | 9.Ana Antonia de la Vega Castañeda (1731-1804)        |  |  |  |  |  |  |  |  |  |  |  |  |  |  |  |
|  |                                                       |  |  |  |  |  |  |  |  |  |  |  |  |  |  |  |
|  |                                                       |  |  |  |  |  |  |  |  |  |  |  |  |  |  |  |
|  | 19.María Luisa Castañeda Rodríguez (1705-1770)        |  |  |  |  |  |  |  |  |  |  |  |  |  |  |  |
|  |                                                       |  |  |  |  |  |  |  |  |  |  |  |  |  |  |  |
|  |                                                       |  |  |  |  |  |  |  |  |  |  |  |  |  |  |  |
|  | 2.Bernardino María de Peralta Alvarado (1823-1895)    |  |  |  |  |  |  |  |  |  |  |  |  |  |  |  |
|  |                                                       |  |  |  |  |  |  |  |  |  |  |  |  |  |  |  |
|  |                                                       |  |  |  |  |  |  |  |  |  |  |  |  |  |  |  |
|  | 20.Pedro José de Alvarado y Guevara Sáenz (1716-1771) |  |  |  |  |  |  |  |  |  |  |  |  |  |  |  |
|  |                                                       |  |  |  |  |  |  |  |  |  |  |  |  |  |  |  |
|  |                                                       |  |  |  |  |  |  |  |  |  |  |  |  |  |  |  |
|  | 10 .José Rafael Alvarado de Baeza (-1800)             |  |  |  |  |  |  |  |  |  |  |  |  |  |  |  |
|  |                                                       |  |  |  |  |  |  |  |  |  |  |  |  |  |  |  |
|  |                                                       |  |  |  |  |  |  |  |  |  |  |  |  |  |  |  |
|  | 21.María Manuela de Baeza Espinoza (1730-1805)        |  |  |  |  |  |  |  |  |  |  |  |  |  |  |  |
|  |                                                       |  |  |  |  |  |  |  |  |  |  |  |  |  |  |  |
|  |                                                       |  |  |  |  |  |  |  |  |  |  |  |  |  |  |  |
|  | 5.Ana Basilia Alvarado y Oreamuno (1792-1865)         |  |  |  |  |  |  |  |  |  |  |  |  |  |  |  |
|  |                                                       |  |  |  |  |  |  |  |  |  |  |  |  |  |  |  |
|  |                                                       |  |  |  |  |  |  |  |  |  |  |  |  |  |  |  |
|  | 22.José Rómulo de Oreamuno e Ibarra (1738-1807)       |  |  |  |  |  |  |  |  |  |  |  |  |  |  |  |
|  |                                                       |  |  |  |  |  |  |  |  |  |  |  |  |  |  |  |
|  |                                                       |  |  |  |  |  |  |  |  |  |  |  |  |  |  |  |
|  | 11.Bartola de Oreamuno Alvarado (-1809)               |  |  |  |  |  |  |  |  |  |  |  |  |  |  |  |
|  |                                                       |  |  |  |  |  |  |  |  |  |  |  |  |  |  |  |
|  |                                                       |  |  |  |  |  |  |  |  |  |  |  |  |  |  |  |
|  | 23.Antonia Manuela Alvarado López (1730-1798)         |  |  |  |  |  |  |  |  |  |  |  |  |  |  |  |
|  |                                                       |  |  |  |  |  |  |  |  |  |  |  |  |  |  |  |
|  |                                                       |  |  |  |  |  |  |  |  |  |  |  |  |  |  |  |
|  | 1.Manuel María de Peralta y Alfaro                    |  |  |  |  |  |  |  |  |  |  |  |  |  |  |  |
|  |                                                       |  |  |  |  |  |  |  |  |  |  |  |  |  |  |  |
|  |                                                       |  |  |  |  |  |  |  |  |  |  |  |  |  |  |  |
|  | 24.Isidro Guerrero de Arcos y Basurto (1718-1758)     |  |  |  |  |  |  |  |  |  |  |  |  |  |  |  |
|  |                                                       |  |  |  |  |  |  |  |  |  |  |  |  |  |  |  |
|  |                                                       |  |  |  |  |  |  |  |  |  |  |  |  |  |  |  |
|  | 12.Miguel Jerónimo de Arcos y Angulo (1749-1825)      |  |  |  |  |  |  |  |  |  |  |  |  |  |  |  |
|  |                                                       |  |  |  |  |  |  |  |  |  |  |  |  |  |  |  |
|  |                                                       |  |  |  |  |  |  |  |  |  |  |  |  |  |  |  |
|  | 25.Juana Josefa Angulo (1718-)                        |  |  |  |  |  |  |  |  |  |  |  |  |  |  |  |
|  |                                                       |  |  |  |  |  |  |  |  |  |  |  |  |  |  |  |
|  |                                                       |  |  |  |  |  |  |  |  |  |  |  |  |  |  |  |
|  | 6.José Ildefonso Alfaro (1776-1854)                   |  |  |  |  |  |  |  |  |  |  |  |  |  |  |  |
|  |                                                       |  |  |  |  |  |  |  |  |  |  |  |  |  |  |  |
|  |                                                       |  |  |  |  |  |  |  |  |  |  |  |  |  |  |  |
|  | 26.Desconocido                                        |  |  |  |  |  |  |  |  |  |  |  |  |  |  |  |
|  |                                                       |  |  |  |  |  |  |  |  |  |  |  |  |  |  |  |
|  |                                                       |  |  |  |  |  |  |  |  |  |  |  |  |  |  |  |
|  | 13.Franca Bibiana Alfaro (-)                          |  |  |  |  |  |  |  |  |  |  |  |  |  |  |  |
|  |                                                       |  |  |  |  |  |  |  |  |  |  |  |  |  |  |  |
|  |                                                       |  |  |  |  |  |  |  |  |  |  |  |  |  |  |  |
|  | 27.Desconocida                                        |  |  |  |  |  |  |  |  |  |  |  |  |  |  |  |
|  |                                                       |  |  |  |  |  |  |  |  |  |  |  |  |  |  |  |
|  |                                                       |  |  |  |  |  |  |  |  |  |  |  |  |  |  |  |
|  | 3.Ana de Jesús Alfaro Lobo (1823-)                    |  |  |  |  |  |  |  |  |  |  |  |  |  |  |  |
|  |                                                       |  |  |  |  |  |  |  |  |  |  |  |  |  |  |  |
|  |                                                       |  |  |  |  |  |  |  |  |  |  |  |  |  |  |  |
|  | 28.Desconocido                                        |  |  |  |  |  |  |  |  |  |  |  |  |  |  |  |
|  |                                                       |  |  |  |  |  |  |  |  |  |  |  |  |  |  |  |
|  |                                                       |  |  |  |  |  |  |  |  |  |  |  |  |  |  |  |
|  | 14.Antonio Fernando Lobo (-)                          |  |  |  |  |  |  |  |  |  |  |  |  |  |  |  |
|  |                                                       |  |  |  |  |  |  |  |  |  |  |  |  |  |  |  |
|  |                                                       |  |  |  |  |  |  |  |  |  |  |  |  |  |  |  |
|  | 29.Desconocida                                        |  |  |  |  |  |  |  |  |  |  |  |  |  |  |  |
|  |                                                       |  |  |  |  |  |  |  |  |  |  |  |  |  |  |  |
|  |                                                       |  |  |  |  |  |  |  |  |  |  |  |  |  |  |  |
|  | 7.Máxima Feliciana Lobo Cañas (1780-)                 |  |  |  |  |  |  |  |  |  |  |  |  |  |  |  |
|  |                                                       |  |  |  |  |  |  |  |  |  |  |  |  |  |  |  |
|  |                                                       |  |  |  |  |  |  |  |  |  |  |  |  |  |  |  |
|  | 30. Desconocido                                       |  |  |  |  |  |  |  |  |  |  |  |  |  |  |  |
|  |                                                       |  |  |  |  |  |  |  |  |  |  |  |  |  |  |  |
|  |                                                       |  |  |  |  |  |  |  |  |  |  |  |  |  |  |  |
|  | 15.Josefa Rafaela Cañas (-)                           |  |  |  |  |  |  |  |  |  |  |  |  |  |  |  |
|  |                                                       |  |  |  |  |  |  |  |  |  |  |  |  |  |  |  |
|  |                                                       |  |  |  |  |  |  |  |  |  |  |  |  |  |  |  |
|  | 31. Desconocida                                       |  |  |  |  |  |  |  |  |  |  |  |  |  |  |  |
|  |                                                       |  |  |  |  |  |  |  |  |  |  |  |  |  |  |  |
|  |                                                       |  |  |  |  |  |  |  |  |  |  |  |  |  |  |  |

## Fallecimiento

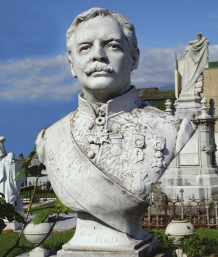
Busto del Marqués erigido sobre su tumba en el Cementerio General de San José

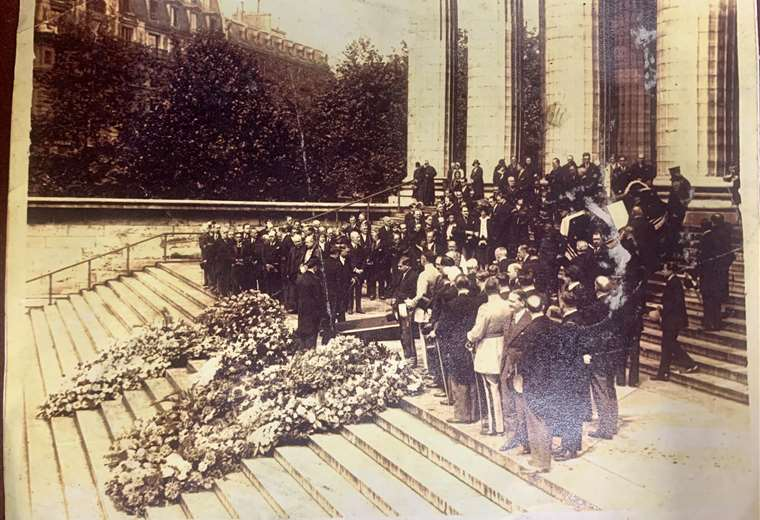
Funeral de Manuel María de Peralta Realizado en Francia.

Murió en París, Francia, el 1 de agosto de 1930, donde originalmente sería enterrado. Años después, y contrario a su voluntad expresada en vida, sus restos fueron exhumados y llevados a Costa Rica y sepultados solemnemente en el Cementerio General de San José.
El Instituto del Servicio Exterior de la Cancillería de Costa Rica y una avenida de la ciudad de San José llevan su nombre.